# La matemática del espejo
La matemática del espejo es un programa de televisión de España emitido por la cadena pública La 2 de TVE, con presentación de Carlos del Amor, periodista que también lo dirige junto a José María Sánchez Chiquito. Se estrenó el 14 de octubre de 2021. Ganó el Premio Iris 2024 Mejor Programa Divulgativo, de la Academia de Televisión. 

## Formato
Responde al formato clásico de entrevista en profundidad abordando no sólo facetas profesionales del entrevistado, sino también aspectos de su vida personal, reflexiones, inquietudes, aspiraciones, etc. Los entrevistados son personajes relevantes del mundo de la cultura, arte o deporte en España.

### Presentador
| Temporada                  | 1    | 2    | 3    | 4    |
| Año                        | 2021 | 2022 | 2023 | 2024 |
| -------------------------- | ---- | ---- | ---- | ---- |
| Carlos del Amor Periodista |      |      |      |      |

## Temporadas y audiencias

### Temporada 1 (2021)
| N.º | N.º (temp.) | Fecha      | Entrevistado            | Audiencia      |
| --- | ----------- | ---------- | ----------------------- | -------------- |
| 1   | 1           | 14/10/2021 | Candela Peña            | 477 000 (4,0%) |
| 2   | 2           | 21/10/2021 | Teresa Perales          | 321 000 (2,7%) |
| 3   | 3           | 28/10/2021 | Dani Martin             | 383 000 (3,1%) |
| 4   | 4           | 04/11/2021 | José María García       | 398 000 (3,3%) |
| 5   | 5           | 11/11/2021 | Javier Cercas           | 213 000 (1,7%) |
| 6   | 6           | 18/11/2021 | Diego González Rivas    | 383 000 (3,2%) |
| 7   | 7           | 25/11/2021 | Juan Antonio Bayona     | 140 000 (1,1%) |
| 8   | 8           | 02/12/2021 | Rosa María Calaf        | 362 000 (2,9%) |
| 9   | 9           | 09/12/2021 | Palomo Spain            | 312 000 (2,5%) |
| 10  | 10          | 16/12/2021 | José Sacristán          | 324 000 (2,6%) |
|     |             |            | Media de la temporada 1 | 331 000 (2,7%) |

### Temporada 2 (2022)
| N.º | N.º (temp.) | Fecha      | Entrevistado            | Audiencia      |
| --- | ----------- | ---------- | ----------------------- | -------------- |
| 11  | 1           | 21/04/2022 | Andreu Buenafuente      | 357 000 (2,7%) |
| 12  | 2           | 28/04/2022 | Carmen Cervera          | 435 000 (3,4%) |
| 13  | 3           | 05/05/2022 | Laura Pausini           | 279 000 (2,2%) |
| 14  | 4           | 12/05/2022 | Òscar Camps             | 226 000 (1,8%) |
| 15  | 5           | 19/05/2022 | Javier Cámara           | 301 000 (2,5%) |
| 16  | 6           | 26/05/2022 | Míchel González         | 285 000 (2,4%) |
| 17  | 7           | 02/06/2022 | María Marte             | 297 000 (2,4%) |
| 18  | 8           | 09/06/2022 | Asier Etxeandía         | 288 000 (2,3%) |
| 19  | 9           | 23/06/2022 | Inés Sastre             | 232 000 (2,2%) |
| 20  | 10          | 30/06/2022 | Antonio Orozco          | 311 000 (2,7%) |
|     |             |            | Media de la temporada 2 | 301 000 (2,5%) |

### Temporada 3 (2023)
| N.º | N.º (temp.) | Fecha      | Entrevistado                                                                     | Audiencia      |
| --- | ----------- | ---------- | -------------------------------------------------------------------------------- | -------------- |
| 21  | 1           | 19/04/2023 | Luca Zingaretti                                                                  | 205 000 (1,8%) |
| 22  | 2           | 26/04/2023 | Alzheimer Con: Carme Elías, Eduard Fernández, Cristina Maragall y Arcadi Navarro | 230 000 (2,1%) |
| 23  | 3           | 03/05/2023 | Jorge Javier Vázquez                                                             | 303 000 (2,2%) |
| 24  | 4           | 10/05/2023 | Ana Belén                                                                        | 323 000 (2,3%) |
| 25  | 5           | 17/05/2023 | Susana Rodríguez                                                                 | 164 000 (1,1%) |
| 26  | 6           | 24/05/2023 | Enrique Bunbury                                                                  | 214 000 (1,5%) |
| 27  | 7           | 31/05/2023 | Ricardo Gómez y Juan Echanove                                                    | 170 000 (1,4%) |
| 28  | 8           | 07/06/2023 | Jaume Plensa                                                                     | 177 000 (1,3%) |
| 29  | 9           | 14/06/2023 | Lola Herrera                                                                     | 279 000 (2,1%) |
| 30  | 10          | 21/06/2023 | Loquillo                                                                         | 354 000 (3,0%) |
| 31  | 11          | 28/06/2023 | Miguel Poveda                                                                    | 233 000 (2,9%) |
|     |             |            | Media de la temporada 3                                                          | 241 000 (2,0%) |

### Temporada 4 (2024)
| N.º | N.º (temp.) | Fecha      | Entrevistado                                                                                             | Audiencia      |
| --- | ----------- | ---------- | --- | -------------- |
| 32  | 1           | 11/04/2024 | Juan Tamariz                                                                                             | 375 000 (2,9%) |
| 33  | 2           | 18/04/2024 | Trasplantes Con: Amparo Curt, José Corbacho, Pablo Artamendi, Macarena Fernández y Beatriz Domínguez-Gil | 215 000 (1,6%) |
| 34  | 3           | 25/04/2024 | Emilio Aragón                                                                                            | 293 000 (2,2%) |
| 35  | 4           | 02/05/2024 | Chanel Terrero                                                                                           | 209 000 (1,6%) |
| 36  | 5           | 09/05/2024 | Carlos Boyero                                                                                            | 253 000 (1,9%) |
| 37  | 6           | 16/05/2024 | Julie Andrieu                                                                                            | 312 000 (2,4%) |
| 38  | 7           | 23/05/2024 | Javier Calvo y Javier Ambrossi                                                                           | 266 000 (2,1%) |
| 39  | 8           | 30/05/2024 | Estopa                                                                                                   | 345 000 (2,9%) |
| 40  | 9           | 06/06/2024 | Isabel Coixet                                                                                            | 273 000 (2,3%) |
| 41  | 10          | 20/06/2024 | Olímpicos Con: Juan Antonio Corbalán Fermín Cacho, y Sandra Sánchez                                      | 96 000 (0,6%)  |
|     |             |            | Media de la temporada 4                                                                                  | 264 000 (2,0%) |

## Emisión en 4K
- En abril de 2023, coincidiendo con el inicio de la 3ª  temporada del programa, se produjo la primera emisión en 4K a través de RTVE Play de forma simultánea a la emisión en televisión.[44]

## Audiencias

### La matemática del espejo: Temporadas
| Edición                                     | Fecha | Cadena | Programas | Audiencia      |
| ------------------------------------------- | ----- | ------ | --------- | -------------- |
| La matemática del espejo: Primera temporada | 2021  | La 2   | 10        | 331 000 (2,7%) |
| La matemática del espejo: Segunda temporada | 2022  | La 2   | 10        | 301 000 (2,5%) |
| La matemática del espejo: Tercera temporada | 2023  | La 2   | 11        | 241 000 (2,0%) |
| La matemática del espejo: Cuarta temporada  | 2024  | La 2   | 10        | 264 000 (2,0%) |

## Premios y reconocimientos
- Premio Iris 2024 Mejor Programa Divulgativo, concedido anualmente por la Academia de la Televisión. [1]